# Presskuchen

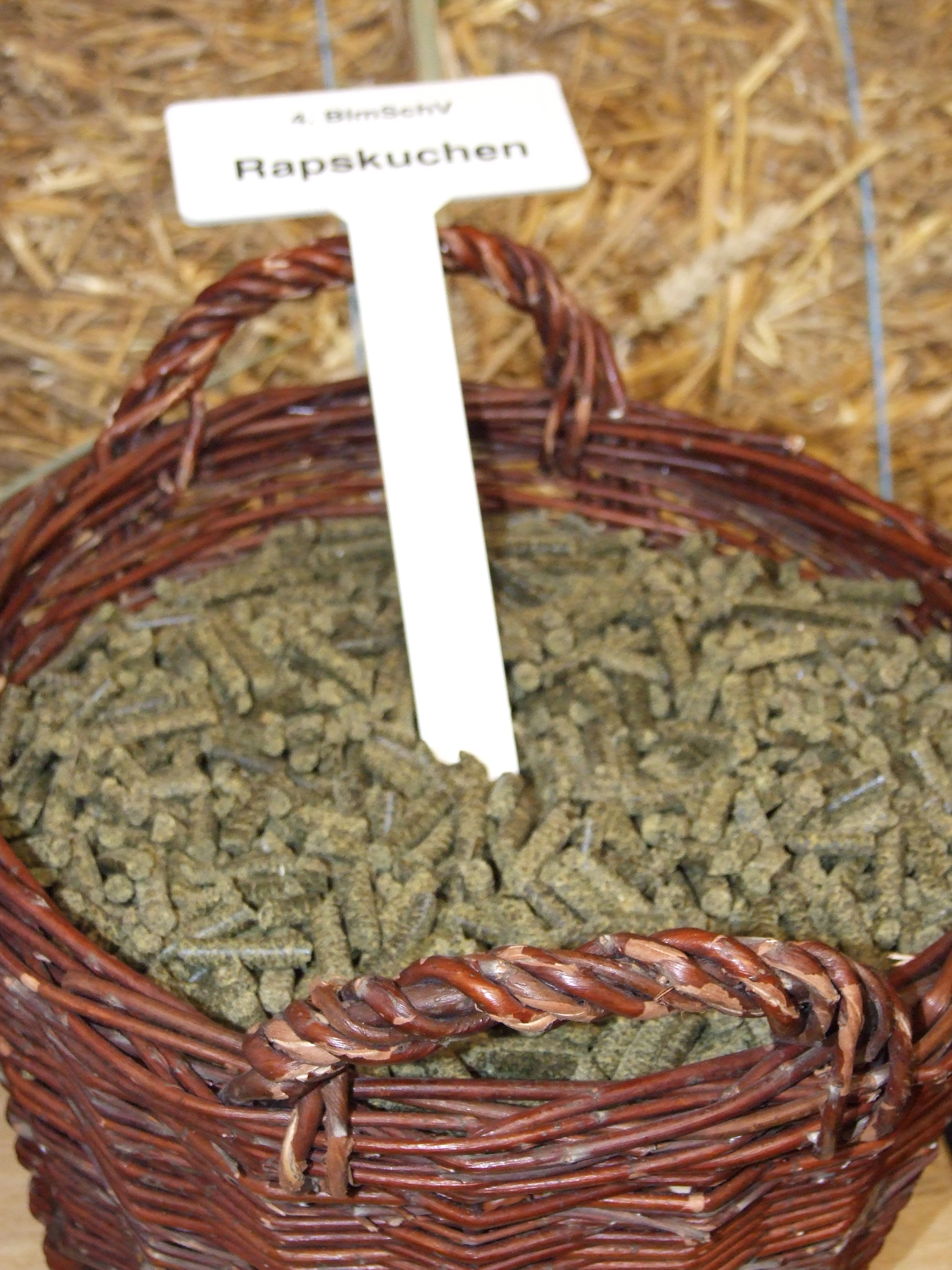
Rapskuchenpellets (pelletierter Presskuchen aus der Verarbeitung von Rapssaat)

Presskuchen oder Ölkuchen ist das bei der Herstellung von Pflanzenöl nach dem Prinzip der Kaltpressung produzierte Koppelprodukt. Bestandteile des Presskuchens sind die nach der Pressung der Ölsaaten und -früchte verbleibenden Feststoffe und der nicht ausgepresste Ölanteil. Bei der Olivenölherstellung wird der Presskuchen auch als Trester bezeichnet. Im Gegensatz zum Presskuchen wird das bei der Heißpressung oder Extraktion erzeugte Koppelprodukt Extraktionsschrot genannt.
In Deutschland ist Rapskuchen von Bedeutung, der beim Pressen von Rapssaaten anfällt. Raps ist in Deutschland der wichtigste Ausgangsstoff für die Erzeugung von Öl-/Fettprodukten.

## Inhaltsstoffe
Presskuchen ist ein mineralstoffreiches Produkt mit hohem Proteingehalt. Im Unterschied zu Extraktionsschrot hat Presskuchen zudem einen hohen Fettgehalt.
|            | Rapspresskuchen | Sonnenblumenpresskuchen |
| ---------- | --------------- | ----------------------- |
| Rohprotein | 30–36           | 26,4                    |
| Rohfett    | 14,0–21,7       | 21,2                    |
| Rohfaser   | 7,8–13,7        | 29,0                    |

## Verwendung
Presskuchen eignen sich als Futtermittel in der Nutztierfütterung, mit Ausnahme der Produkte aus der Pressung ungenießbarer Rohstoffe (z. B. Jatrophaöl). Rapskuchen ist ein zunehmend verwendetes protein- und fettreiches Futtermittel für Rinder und Schweine. Kommt Presskuchen als Tierfutter zum Einsatz, können damit wegen des hohen Proteingehalts Futtermittelimporte, z. B. von Sojaextraktionsschrot, substituiert werden. Dies fördert die regionalen Wirtschaftskreisläufe, da die Kaltpressung von Ölsaaten und -früchten in sogenannten dezentralen Ölmühlen stattfindet, die meist in einer landwirtschaftlichen Umgebung angesiedelt sind.
Zudem werden Presskuchen als organischer Dünger, Brennstoff und Substrat zur Erzeugung von Biogas verwendet. Auch eine technische Nutzung ist möglich, z. B. zur Proteinextraktion oder zur Herstellung von Verpackungen.